# 但

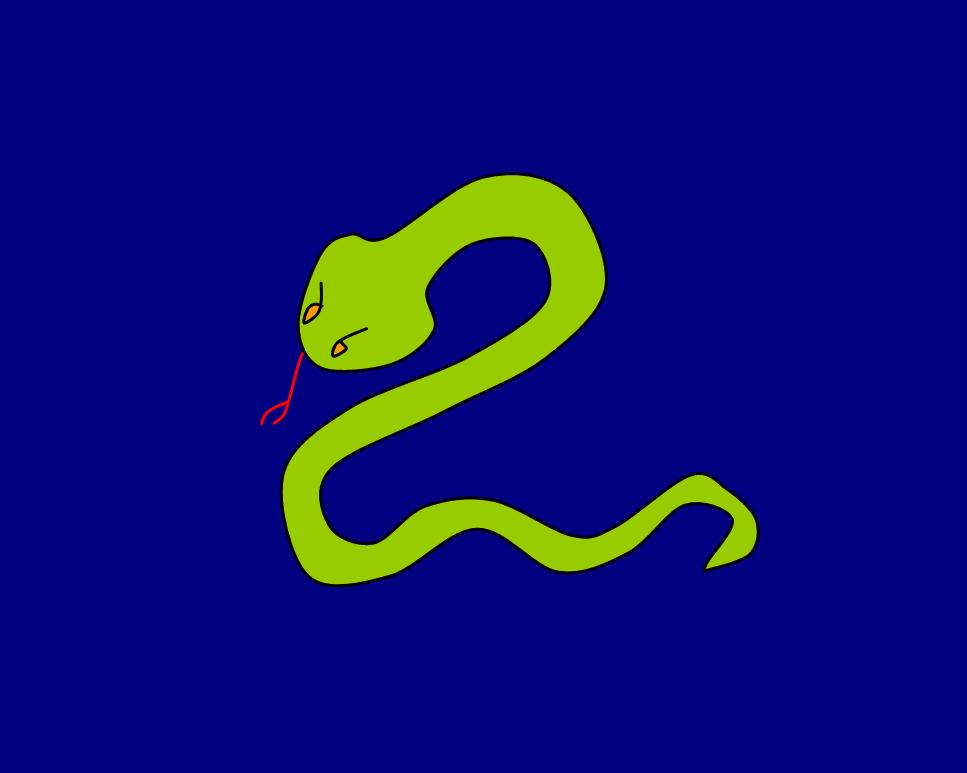
但支派的象征

但（希伯來語：‎；标准希伯来语：Dan，提比里安发音：Dān），天主教聖經譯為丹，是雅各的第五个儿子，为拉结的使女辟拉所生，意思为伸冤（创世纪30:4）。但的后代，是以色列十二支派之一的但支派。
但的父亲雅各临终前的预言是：“但必判断他的民，作以色列支派之一。但必作道上的蛇，路中的虺，咬伤马蹄，使骑马的向后坠落。”（创世纪49:16-17）
摩西的祝福：但为小狮子，从巴珊跳出来。
但支派后来分得迦南美地沿海的中段（约书亚记19章），並在争战中得胜，得着了更多的土地。該地位於今日以色列北部的上加利利地區。在特拉但還有但支族的遺址。
在士师记18章，但得着但城以后，把米迦铸的偶像设立在城中。（士18:30～31，但人就为自己设立那雕像；摩西的孙子，革舜的儿子约拿单，和他的子孙作但支派的祭司，直到那地遭掳掠的日子。上帝的殿在示罗多少日子，但人为自己设立米迦所制作的雕像也有多少日子。）当时上帝的聖幕在示罗，但支派却因骄傲带进偶像，另立祭司和敬拜中心，成了以色列国的绊脚石。在历代志上第2至9章，但支派被删去了。启示录第7章也没有提起但支派。
属于但支派的最著名的人物就是参孙。（士13:2，24，15:20。）
今天，在昔日但支派的土地上，即现代以色列西部沿海的中段，形成了以特拉维夫为中心的大都市区，称为古什·丹都市区，总人口达300万。
衣索比亞猶太人相信是源於但族。
| 雅各和各个妻妾所生的子女及出生次序 |                    |                    |                    |                    |                    |                    |                    |                    |                    |            |               |           |           |             |              |              |
| 利亚                               | 利亚               | 利亚               | 利亚               | 利亚               | 利亚               | 利亚               | 利亚               | 利亚               | 利亚               | 流便（1）  | 西缅（2）     | 利未（3） | 犹大（4） | 以萨迦（9） | 西布伦（10） | 底拿（女儿） |
| 拉结                               | 拉结               | 拉结               | 拉结               | 拉结               | 拉结               | 拉结               | 拉结               | 拉结               | 拉结               | 约瑟（11） | 便雅悯（12）  |           |           |             |              |              |
| 辟拉（拉结的侍女）                 | 辟拉（拉结的侍女） | 辟拉（拉结的侍女） | 辟拉（拉结的侍女） | 辟拉（拉结的侍女） | 辟拉（拉结的侍女） | 辟拉（拉结的侍女） | 辟拉（拉结的侍女） | 辟拉（拉结的侍女） | 辟拉（拉结的侍女） | 但（5）    | 拿弗他利（6） |           |           |             |              |              |
| 悉帕（利亚的侍女）                 | 悉帕（利亚的侍女） | 悉帕（利亚的侍女） | 悉帕（利亚的侍女） | 悉帕（利亚的侍女） | 悉帕（利亚的侍女） | 悉帕（利亚的侍女） | 悉帕（利亚的侍女） | 悉帕（利亚的侍女） | 悉帕（利亚的侍女） | 迦得（7）  | 亚设（8）     |           |           |             |              |              |